# تشیتشوویتسه
تشیتشوویتسه (به چکی: Číčovice) یک منطقهٔ مسکونی در جمهوری چک است که در ناحیه پراگ-غرب واقع شده‌است. تشیتشوویتسه ۶٫۵۲ کیلومتر مربع مساحت و ۲۶۲ نفر جمعیت دارد و ۲۸۳ متر بالاتر از سطح دریا واقع شده‌است.